# Prorastomus
Prorastomus sirenoides là một loài bò biển nguyên thủy tuyệt chủng sống vào thế Eocen 40 triệu năm trước ở Jamaica.

## Miêu tả
Trong khi bò biển hiện đại hoàn toàn thủy sinh, Prorastomus, với chiều dài khoảng 1,5 mét (5 ft), chủ yếu ở trên đất liền, xét cấu trúc của hộp sọ của nó. Đánh giá từ răng hàm hình chóp và hình dạng của mõm của nó, nó ăn cây mềm.